# Niżnia Jastrzębia Szczerbina
Niżnia Jastrzębia Szczerbina (słow. Nižná jastrabia štrbina) – przełęcz w dolnym fragmencie Jastrzębiej Grani w słowackiej części Tatr Wysokich. Jest położona we wschodniej grani Jastrzębiej Turni i oddziela Pośredni Jastrzębi Ząb na zachodzie od Małego Jastrzębiego Zęba na wschodzie. Jest dolnym z trzech siodełek w tej grani i znajduje się w pobliżu Małego Jastrzębiego Zęba.
Stoki północne opadają z przełęczy do Doliny Jagnięcej, południowe – do Doliny Zielonej Kieżmarskiej.
Na Niżnią Jastrzębią Szczerbinę, podobnie jak na inne obiekty w Jastrzębiej Grani, nie prowadzą żadne znakowane szlaki turystyczne. Najdogodniejsza droga dla taterników wiedzie na siodło od północnego zachodu z Doliny Jagnięcej i nie przedstawia żadnych trudności technicznych.
Pierwsze wejścia:
- letnie – Janusz Chmielowski i przewodnik Jędrzej Obrochta, 3 października 1900 r.,
- zimowe – Venceslava Mašková (-Karoušková), Karel Cerman, Z. Gráf, Oldřich Kopal, Drahomír Machaň i Svoboda, 17 marca 1951 r.[2]